# Niedersorben

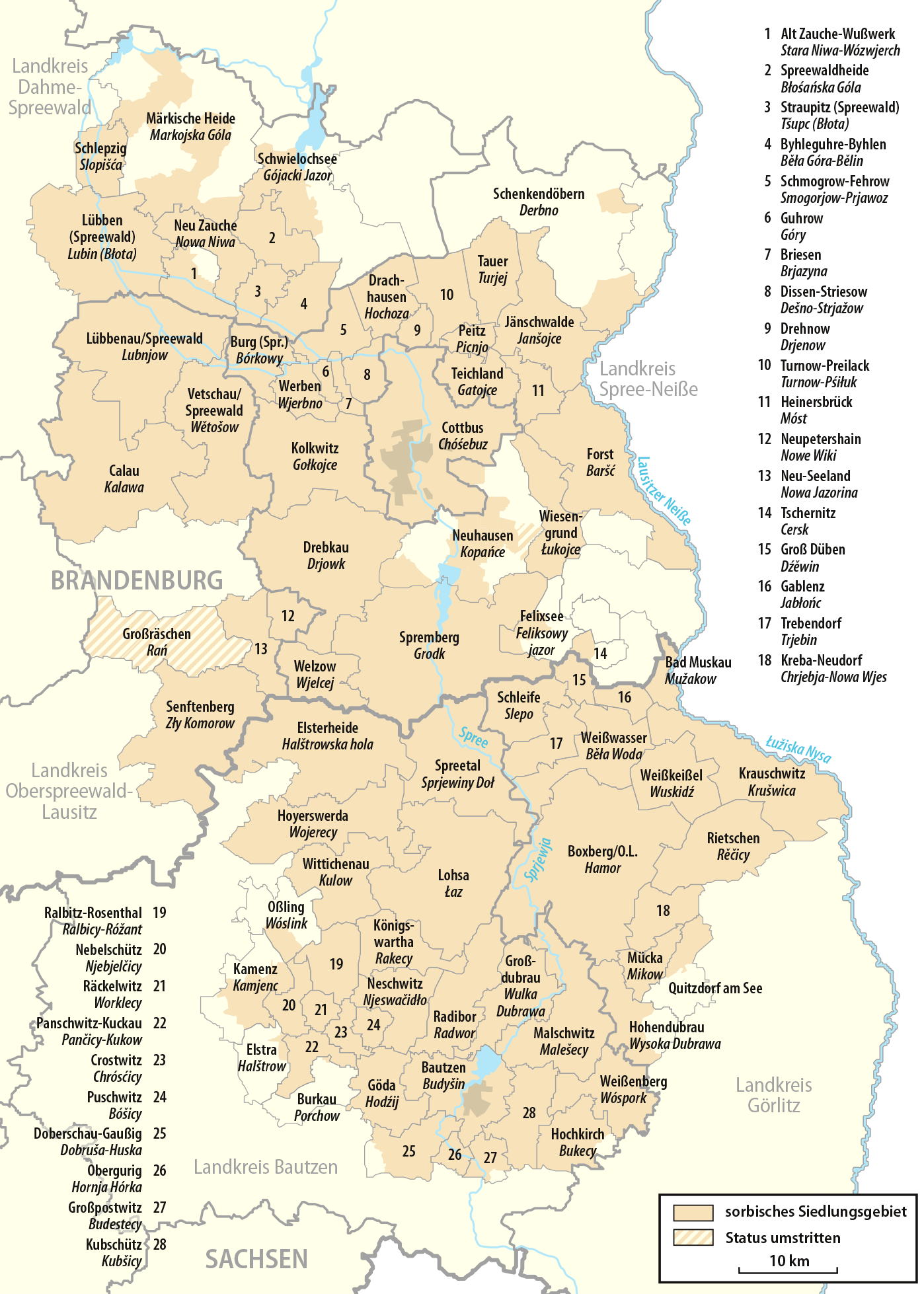
Amtliches Siedlungsgebiet der Sorben/Wenden (oberer Teil niedersorbisch)

Als Niedersorben (niedersorbisch Serby oder Dolnoserby, deutsche Fremd- und Selbstbezeichnung oft Wenden) werden die Sorben der Niederlausitz bezeichnet, die sich von den Obersorben in der Oberlausitz sprachlich und kulturell unterscheiden. Das in der Niederlausitz gesprochene Niedersorbische ist eine eigenständige slawische Sprache, die jedoch eng mit dem Obersorbischen verwandt ist. Nach offiziellen Angaben leben 20.000 Niedersorben in Brandenburg, von denen jedoch weniger als die Hälfte noch aktiv Niedersorbisch spricht.

## Bezeichnungen
In ihrer Sprache ist die Selbstbezeichnung Serby bzw. serbski. Im Deutschen bezeichnen sie sich entweder als Sorben oder als Wenden (alte deutsche Bezeichnung für Slawen). In offiziellen Dokumenten des Landes Brandenburg werden sie daher als Sorben/Wenden bezeichnet. In der Niederlausitz gibt es jedoch viele Menschen, die sich eher mit dem „Wenden“-Begriff identifizieren.

## Siedlungsgebiet
Niedersorben leben heute noch in der Niederlausitz, vor allem im Gebiet um Cottbus.

## Sprache

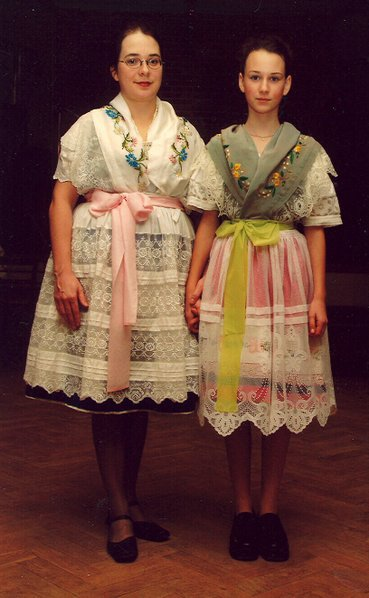
Niedersorbische Festtagstracht im Spreewald

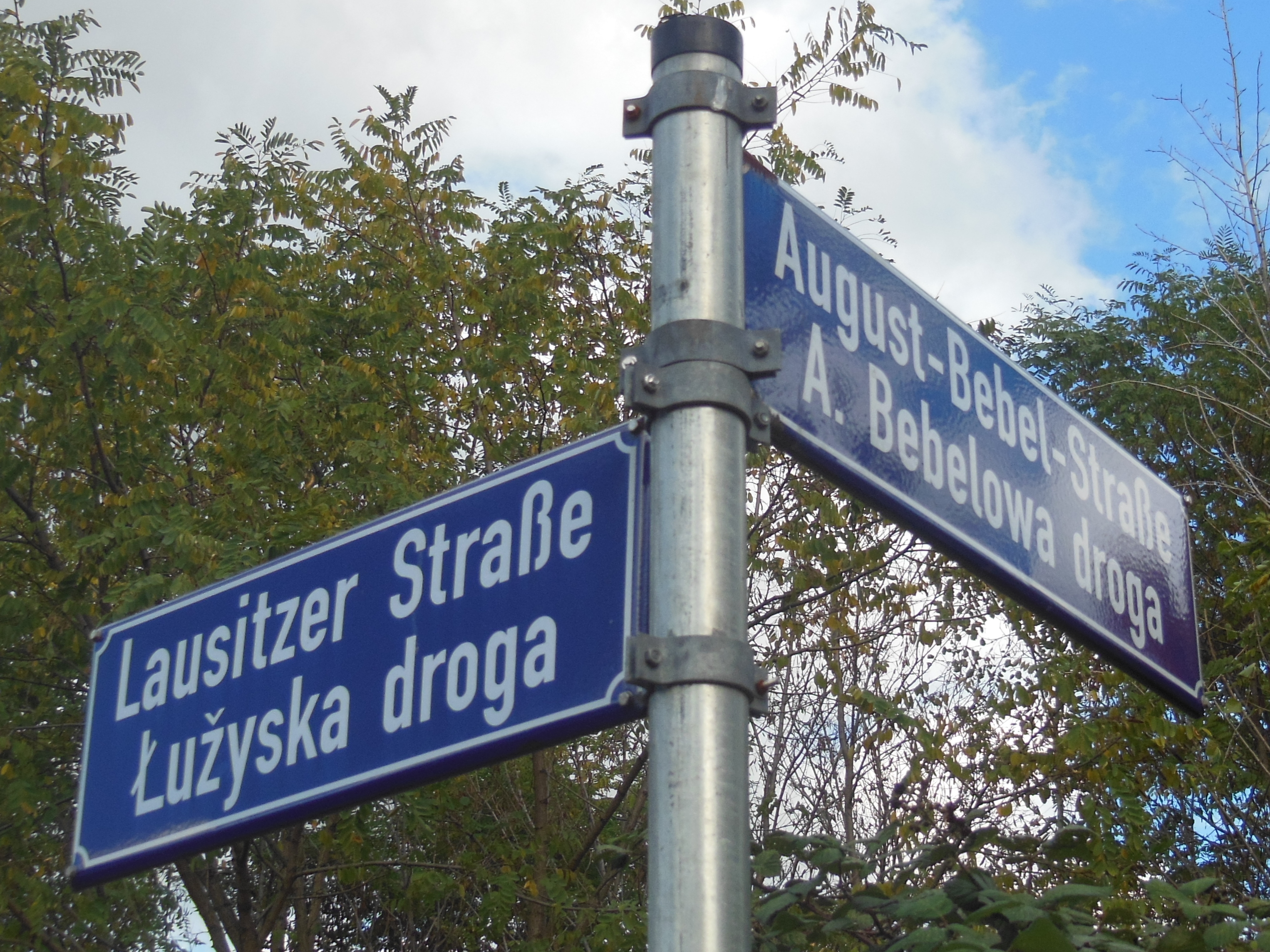
Zweisprachiges Straßenschild in Cottbus

Die niedersorbische Sprache (auch wendische Sprache genannt) ist eine westslawische Sprache, die eng mit der obersorbischen Sprache verwandt ist. Heute sprechen nur noch etwa 7.000–10.000 Menschen die Sprache, deren Fortbestehen akut gefährdet ist. Eine stichprobenartige Zählung aus dem Jahr 2024 kommt zum Ergebnis, dass es nur 50 bis 100 Bürger gibt, die niedersorbisch mindestens auf dem europäischen Sprachlevel C1 sprechen.

## Geschichte
Die Niedersorben verstehen sich als Nachkommen der Lusizi, die seit dem 8. Jahrhundert in der Niederlausitz siedelten. Archäologische Funde in deren ehemaligen Burgen und Siedlungen sowie erste schriftliche Erwähnungen zeugen vom Leben dieser slawischen Bevölkerung in der Niederlausitz. Seit dem 14. Jahrhundert war die Niederlausitz ein Nebenland des Königreichs Böhmen.
Seit dem späten Mittelalter wurde die slawische Bevölkerung in der Niederlausitz als Sorben bezeichnet und bezeichnete sich auch selbst so, obwohl sie – genau wie die Milzener der Oberlausitz – in früheren schriftlichen Quellen noch von diesen getrennt genannt wurden und nicht zu ihnen gehörten.
Mit der Übernahme von Teilen der Niederlausitz seit dem 15. Jahrhundert unter sächsische, später auch unter brandenburgische Herrschaft wurde die einheimische Bevölkerung von den deutschen Zuwanderern besonders im Umfeld der Städte langsam zurückgedrängt, obwohl sie noch bis ins 19. Jahrhundert die Mehrheit in der Niederlausitz darstellten.
Mit der Reformation wurde die Bedeutung der niedersorbischen Sprache in der Kirche gesteigert, denn Predigt, Sakramente und Seelsorge sollten nach Luthers Absicht in der Sprache der jeweiligen einheimischen Bevölkerung erfolgen. 1543 verfasste der Pfarrer Martin Richter eine Taufagenda in niedersorbischer Sprache, 1548 übersetzte Mikławš Jakubica das Neue Testament, 1574 Albin Moller Luthers Kleinen Katechismus. 1610 erschienen Gebete, Psalmen und Luthers Katechismus in niedersorbischer Sprache durch Handroš Tara.
Im 17. Jahrhundert unterdrückten die sächsischen und brandenburgischen Landesherrn die wendische Sprache und Kultur zunehmend. So erließ der brandenburgische Kurfürst 1668 ein Verbot der wendischen Sprache, wendische Pfarrer und Lehrer wurden entlassen, Bücher in wendischer Sprache verboten und verbrannt.
In den folgenden Jahrhunderten assimilierten sich viele Niedersorben und nahmen deutsche Namen und die deutsche Sprache an. Durch den Zuzug von Arbeitskräften im Zuge der Industrialisierung seit dem 19. Jahrhundert wuchs der Anteil der deutschen Bevölkerung zunehmend.
In der Zeit des Nationalsozialismus wurde der Gebrauch der sorbischen Sprache in der Öffentlichkeit seit 1937 zunehmend eingeschränkt und sorbische Organisationen verboten; sorbische Pfarrer und Lehrer wurden aus der Lausitz in andere Gegenden versetzt und sorbische Publikationen sowie Gottesdienste eingestellt.
Nach 1949 wurden sorbische Kultur und Sprache staatlich gefördert, trotzdem sank der Anteil der Menschen, die diese aktiv pflegten und erhielten, weiter. Die niedersorbische Sprache unterlag einem starken obersorbischen Einfluss, da bspw. Lehrer aus der Oberlausitz in niedersorbischen Schulen eingesetzt wurden.

## Kultur
In Cottbus/Chóśebuz gibt es das Wendische Museum, eine Zweigstelle des Sorbischen Instituts und das Informationszentrum LODKA. Außerdem befindet sich dort das einzige Niedersorbische Gymnasium.
Die Zeitung Nowy Casnik berichtet wöchentlich in niedersorbischer Sprache. Die Kinderzeitschrift Płomje erscheint monatlich, die Kulturmonatsschrift Rozhlad, die wissenschaftliche Zeitschrift Lětopis und die pädagogische Fachzeitschrift Serbska šula enthalten auch Beiträge in niedersorbischer Sprache.
Das Bramborske serbske radijo (Brandenburgisches sorbisches Radio) strahlt täglich eine einstündige Sendung in niedersorbischer Sprache im Programm des RBB (Inforadio) aus. Die Fernsehsendung Łužyca wird einmal monatlich im RBB gesendet.

### Traditionen und Trachten
Charakteristisch für die Wenden in der Niederlausitz sind einige regionale Bräuche, wie Hahnrupfen, u. a., die bis heute gepflegt werden.
Auch die traditionellen Trachten, besonders für Frauen sind eine Besonderheit der Gegend. Sie unterscheiden sich von Dorf zu Dorf.

## Religion

### Geschichte
Die Niedersorben/Wenden waren seit der Reformation meist evangelisch. Seit dem 16. Jahrhundert erschienen Bibeln, Gesangbücher und weitere geistliche Texte in niedersorbischer Sprache durch die Pfarrer Mikławš Jakubica, Albin Moller, u. a. Durch den starken Druck der preußischen und sächsischen Obrigkeit wurde seit dem 17. Jahrhundert die wendische/niedersorbische Sprache im Gottesdienst massiv zurückgedrängt.
1815 gab es in der Niederlausitz noch 49 Kirchspiele, in denen wendisch gepredigt wurde, 1843 noch 40 wendische Gemeinden mit 43 Pfarrern, 1870 26 Gemeinden, 1880 14 Gemeinden, um 1900 12 Gemeinden. 1912 gab es noch 9 Pfarrer, die in wendischer Sprache predigten, 1930 noch 3.

### Gegenwart
Seit etwa 1998 werden wieder einzelne Gottesdienste in wendischer Sprache gehalten, durch einen zuständigen Pfarrer und unterstützt vom Verein zur Förderung der wendischen Sprache im Gottesdienst e. V. (Spěchowańske towaristwo za serbsku rěc w cerkwi z. t.).

## Persönlichkeiten
15. bis 18. Jahrhundert
- Jan Rak (Johannes Aesticampius, 1457–1520), Theologe, Gelehrter und Humanist
- Jan Brězan (Johann Briesmann, 1488–1549), lutherischer Reformator in Preußen und dem Baltikum
- Mikławš Jakubica († um 1548), übersetzte Neues Testament in die niedersorbische Sprache, erstes sorbisches Schriftzeugnis
- Albin Moller (1541–1618), evangelischer Pfarrer, übersetzte Katechismus von Luther und Lieder in die niedersorbische Sprache
- Handroš Tara (Andreas Thar, um 1570–um 1638), evangelischer Pfarrer, übersetzte Katechismus Luthers, Psalmen und Gebete, verfasste weitere Texte
- Jan Krygaŕ (Johann Crüger, 1598–1662), Komponist
- Jan Chojnan (Johannes Choinan, 1616–1664), evangelischer Pfarrer, verfasste erste niedersorbische Grammatik

19. Jahrhundert
- Kito Fryco Stempel (1787–1867), evangelischer Pfarrer und Begründer der neueren niedersorbischen Literatur
- Pawoł Fryco Broniš (Paul Friedrich Bronisch, 1830–1895), evangelischer Pfarrer und Schriftsteller
- Kito Šwjela (1836–1922), Kantor und Herausgeber des Bramborski Serbski Casnik
- Fryco Rocha (1863–1942), Schriftsteller, auch von Kinderliteratur
- Bogumił Šwjela (1873–1948), evangelischer Pfarrer, Sprachforscher, Mitbegründer der Domowina

20. Jahrhundert
- Mina Witkojc (Wilhelmine Wittka, 1893–1975), Lyrikerin und Publizistin
- Herbert Cerna (Herbert Zerna, 1905–1955), Pfarrer, Lehrer und Filmregisseur